# Manoir de Coët By
Le manoir de Coët By est situé à Guégon en France.

## Localisation
Le manoir est situé sur le territoire de la commune de Guégon, au lieu-dit Coët By, dans le département du Morbihan en région Bretagne.

## Description
Le manoir date du XVe siècle, construction à un étage carré, cheminée monumentale armoriée, escalier à vis (hors-œuvre), deux souches de cheminées octogonales.

## Historique
L'ancien logis date du XVe siècle, le nouveau logis est construit au XVIIe siècle, l'intérieur est remanié au XVIIIe siècle, la chapelle (en ruine) date du XVIIe siècle.
Le portail monumental est remonté à l'entrée du domaine de Rochevilaine, à Billiers dans la deuxième moitié du XXe siècle.
Le manoir est inscrit à l'inventaire général du patrimoine culturel.